# Semiothisa perplexa
Semiothisa perplexa är en fjärilsart som beskrevs av Mcdunnough 1927. Semiothisa perplexa ingår i släktet Semiothisa och familjen mätare. Inga underarter finns listade i Catalogue of Life.